# Percival Spear
(Thomas George) Percival Spear (* 2. November 1901 in Bath; † 16. Dezember 1982 in Cambridge) war ein englischer Historiker, der sich der Erforschung und Darstellung der Geschichte Indiens widmete.

## Leben

### Jugend, Studium und Tätigkeit in Indien
Percival Spear besuchte die Monkton Combe School, eine renommierte Public school in seiner Heimatstadt. Er studierte Geschichte und Theologie am St Catharine’s College der University of Cambridge. 1924 ging Spear nach Indien, wo er im Auftrag der Cambridge Mission to Delhi, einer Einrichtung der anglikanischen Kirche, an deren Institut, dem St. Stephen’s College, lehrte. Diese 1881 gegründete und von Cambridge aus geförderte Einrichtung hatte von Beginn an einen sozialreformerischen Schwerpunkt und stand bereits früh unter Leitung eines Einheimischen (Susil Kumar Rudra 1861–1925, Prinzipal von 1906 bis 1923). Das College unterstützte Mahatma Gandhis Bewegung, förderte Rabindranath Tagore sowie später die Bemühungen um die indische Unabhängigkeit.

### Dissertation, Heirat und Forschungstätigkeit
Spear unterrichtete nicht nur englische und europäische, sondern zunehmend auch indische Geschichte, wobei ihn zunächst das gesellschaftliche Leben der Briten im Britisch-Indien des 18. Jahrhunderts interessierte. Seine 1931 fertiggestellte Dissertation beschäftigte sich mit dem sozialen Phänomen der Nabobs, jener Neureichen, die in Indien und in England durch ihre steile Sozialkarriere und ihren offen zur Schau gestellten Reichtum Aufsehen erregten.
Spear war seit 1933 – kinderlos – verheiratet mit der Bibliothekarin Margaret Perkins, mit der zusammen er auch seine Erinnerungen an die Jahre in Delhi herausgab. Seine Kenntnisse der hindu-muslimischen Hauptstadt schlugen sich in Führern durch das historische Delhi nieder, die als klassisch gelten und in ergänzter bzw. überarbeiteter Form teilweise bis heute lieferbar sind.

### Zweiter Weltkrieg
Während des Zweiten Weltkriegs waren Spear wie seine Frau dem Informationsministerium unterstellt und für die Gegenpropaganda (unter anderem gegen Subhash Chandra Bose und dessen Anhänger) in Presse und Rundfunk zuständig, seit 1943 als Deputy Secretary (Stellvertretender Sekretär). In der Gesetzgebenden Versammlung war er 1944 als Geschäftsführer der die Regierung unterstützenden Parlamentsfraktion („government whip“) tätig. In dieser Zeit lernte Spear, obwohl zunächst skeptisch, die effektive Arbeit des Indian Civil Service (ICS), der britisch-indischen Zivilverwaltung, kennen und schätzen.

### Rückkehr nach England
1945 kehrte Spear nach England zurück. Er wurde zum Fellow des Selwyn College der Universität Cambridge und zum Professor für Südasiatische Geschichte gerufen. 1951 erschien Twilight of the Mughuls, eines seiner Hauptwerke. Darin schildert er unter anderem den Indischen Aufstand von 1857 und dessen Vorgeschichte, wobei er neben der Darstellung der Abläufe und des Umfeldes auch die Frage nach der staatsrechtlichen Zulässigkeit der Absetzung des letzten Großmoguls Bahadur Shah II. stellt.
Spear verantwortete 1958 die Neufassung des dritten Teils der Oxford History of India, eines Standardwerks zur indischen Geschichte. Das Buch erschien 1965 auch als separater Band unter dem Titel The Oxford History of Modern India. Im Gegensatz zu Vincent Arthur Smith (1848–1920), dem Herausgeber der beiden Vorausgaben von 1919 und 1923, legte Spear angesichts der veränderten Verhältnisse Wert darauf, sich in der Darstellung von der Verengung auf die politische Geschichte und die Verwaltungsgeschichte zu lösen. Stattdessen bezog er die Sozialgeschichte ein und bewertete die indische Unabhängigkeitsbewegung neu.
Bis 1969 lehrte Spear als Professor der Universität Cambridge, für ein Jahr unterbrochen von einer Gastprofessur an der University of California in Berkeley. Bis zu seinem Tod wirkte er als wissenschaftlicher Berater und Doktorvater zahlreicher Dissertationen zur indischen Geschichte und widmete sich als Autor und Herausgeber von Werken zur indischen Geschichte der Verbreitung der Kenntnisse über den Subkontinent.

## Anekdotisches
Percival Spear galt als geistreich und gewandt und war – einmal auf das Thema „Delhi“ angesprochen – kaum mehr zu bremsen.

## Auszeichnungen
- Order of the British Empire (OBE), 1946 verliehen.

## Schriften (Auswahl)
- The Nabobs. A study of the social life of the English in eighteenth century India. Oxford University Press, Oxford 1932.
- Delhi. An Historical Sketch. Humphrey Milford, London 1937, Nachdruck 1945.
- Memorandum on the basis and structure of Indian government. Delhi Press, Delhi 1940.
- Delhi. Its Monuments and History. Oxford University Press (Indian Branch), Bombay 1943 und weitere Ausgaben.
  - überarbeitete Neuausgabe unter dem Titel A history of Delhi under the later Mughuls. Kanishka Publishing House, Delhi 1988.
- India, Pakistan and the West. Oxford University Press, Oxford 1949.
- Twilight of the Mughuls. Studies in late Mughul Delhi. Cambridge University Press, Cambridge 1951.
- The Oxford History of India, 1740–1947. Oxford University Press, Oxford 1958.
  - The Oxford History of Modern India. Oxford University Press, Oxford 1965, Neudruck 1990 (Einzelausgabe der Oxford History of India von 1958).
- India. A modern history. University of Michigan Press, Ann Arbor 1961.
- A History of India, Band 2: From the sixteenth century to the twentieth century. Penguin, Harmondsworth 1965 und zahlreiche weitere Auflagen bis 1990
  - zusammen mit Band 1 (von Romila Thapar) der A History of India deutsch unter dem Titel Indien. Von den Anfängen bis zum Kolonialismus. Magnus-Verlag, Essen 1975.
- Master of Bengal: Robert Clive, 1st Baron Clive and his India. Thames & Hudson, London 1975.
- (zusammen mit seiner Frau Margaret): India remembered. Orient Longman, New Delhi 1981 (Erinnerungen an die Jahre in Delhi).
- Ghalib's Delhi. In: Ralph Russell (Hrsg.): The Oxford India Ghalib. Life, Letters and Ghazals. Oxford University Press, New Delhi 2003, S. 262–279.